# یوتوا کابوک
یوتوا کابوک (به انگلیسی: UTVA_Kobac) یک هواگرد ملخ‌پیشین تک‌موتوره از نوع هواگرد تهاجمی/نظامی آموزشی ساخت شرکت Utva Aviation Industry است. در مجموع، تعداد ۱ فروند از این هواگرد ساخته شده‌است.
طراح این هواگرد، Military Technical Institute Belgrade بود.